# William Dieterle
William Dieterle, (Ludwigshafen am Rhein, Alemanha, 15 de julho de 1893 - Ottobrunn, Alemanha, 9 de dezembro de 1972) foi um ator e cineasta que se destacou no cinema norte-americano. Seu nome é mais lembrado pelas biografias que filmou para a Warner Bros. na década de 1930, entre elas as de Louis Pasteur e Émile Zola.

## Vida e carreira
O mais novo dos nove filhos de uma família pobre, Wilhelm Dieterle teve desde cedo de lutar para sobreviver. Começou a atuar em teatros na Alemanha e Suíça ainda na adolescência, até juntar-se a Max Reinhardt na Berlim de 1918. Desde o início da década de 1910, porém, já aparecia em filmes até importantes, como Faust, de F. W. Murnau. A partir de 1923, passou a dirigir os filmes em que atuava, tendo feito uma boa dezena deles. Marlene Dietrich tem papel de destaque no primeiro, Der Mensch am Wege.
Em 1930, Hollywood chamou-o, inicialmente para dirigir e atuar em versões alemãs de filmes estadunidenses, como Moby Dick ou Dämon des Meeres, em que fez o papel de Ahab, interpretado por John Barrymore na versão original. Em seguida, assumiu a forma saxônica de seu nome, William, e subiu um degrau na hierarquia da Warner ao juntar-se ao time principal do estúdio. O primeiro de seus filmes neste novo status foi o elogiado The Last Flight, sobre quatro pilotos que permanecem em Paris após a Primeira Guerra Mundial. Entre filmes de ação, dramas domésticos e dramas sociais, Dieterle foi escalado para dirigir uma série de biografias; uma delas, The Life of Emile Zola, deu-lhe sua única indicação ao Oscar de Melhor Diretor. Trabalhou, depois, na RKO Pictures, MGM, Paramount Pictures etc.
Mesmo não tendo o nome incluído na célebre Lista Negra, Dieterle foi perseguido pelo Macartismo a partir de 1947 por suas ideias liberais. Teve o passaporte cassado em 1951 e passou a ter dificuldades em conseguir bons roteiros. Com a carreira em decadência, foi  para a Europa, onde filmou na Alemanha e Itália. De volta aos EUA, dirigiu o desastroso The Confession, que chegou a ser lançado sob três títulos diferentes sem nenhum sucesso.
Segundo críticos e estudiosos do cinema, seus trabalhos mais importantes são: The Last Flight; Her Majesty, Love; Scarlet Dawn (com um forte erotismo típico da era anterior ao Código Hays); Fog Over Frisco; A Midsummer Night's Dream (codirigido pelo velho amigo Max Reinhardt); The Life of Emile Zola; The Hunchback of Notre Dame; All That Money Can Buy (baseado no clássico conto The Devil and Daniel Webster, de Stephen Vincent Benét); Love Letters (quatro indicações ao Oscar) e Portrait of Jennie.
Dieterle casou-se duas vezes, com Elisabeth Daum e depois com Charlotte Hagenbruch. Faleceu aos setenta e nove anos de idade, em 1972. Na década de 1960 dirigiu vários telefilmes em sua terra natal antes de aposentar-se em 1968.

## Filmografia (como diretor)
| Ano  | Nome original                                          | Nome PT/BR                         | Nome PT/PT                  | Notas                                                          |
| ---- | ------------------------------------------------------ | ---------------------------------- | --------------------------- | -------------------------------------------------------------- |
| 1923 | Der Mensch am Wege                                     |                                    |                             |                                                                |
| 1927 | Das Geheimnis des Abbe X                               |                                    |                             |                                                                |
| 1928 | Die Heilige und ihr Narr                               |                                    |                             |                                                                |
| 1928 | Geschlecht in Fesseln                                  |                                    |                             |                                                                |
| 1929 | Durchs Brandenburger Tor. Solang noch Untern Linden... |                                    |                             |                                                                |
| 1929 | Ich lebe für Dich                                      |                                    |                             |                                                                |
| 1929 | Frühlingsrauschen                                      |                                    |                             |                                                                |
| 1929 | Das Schweigen im Walde                                 |                                    |                             |                                                                |
| 1930 | Ludwig der Zweite, König von Bayern                    |                                    |                             |                                                                |
| 1930 | Der Tanz geht weiter                                   |                                    |                             |                                                                |
| 1931 | Kismet                                                 |                                    |                             |                                                                |
| 1931 | Die Maske fällt                                        |                                    |                             |                                                                |
| 1931 | Dämon des Meeres                                       |                                    |                             |                                                                |
| 1931 | Eine Stunde Glück                                      |                                    |                             |                                                                |
| 1931 | Die heilige Flamme                                     |                                    |                             |                                                                |
| 1931 | The Last Flight                                        | O Último Voo                       |                             | Codirigido por Max Reinhardt                                   |
| 1931 | Her Majesty, Love                                      |                                    |                             |                                                                |
| 1932 | The Crash (1932)                                       | A Derrocada                        |                             |                                                                |
| 1932 | Man Wanted                                             |                                    |                             |                                                                |
| 1932 | Six Hours to Live                                      | Seis Horas de Vida                 | Seis Horas de Vida          |                                                                |
| 1932 | Scarlet Dawn                                           | Alvorada Rubra                     |                             |                                                                |
| 1932 | Jewel Robbery                                          | Ladrão Romântico                   |                             |                                                                |
| 1932 | Lawyer Man                                             | O Direito de Errar                 |                             |                                                                |
| 1933 | The Devil's in Love                                    | Vidas sem Rumo                     | Audácia Que Redime          |                                                                |
| 1933 | Grand Slam                                             |                                    |                             |                                                                |
| 1933 | From Headquarters                                      | O Rastro Invisível                 |                             |                                                                |
| 1933 | Adorable                                               | Adorável                           | O Tenente de Sua Alteza     |                                                                |
| 1933 | Fashions of 1934                                       | Modas de 34                        | Música e Mulheres           |                                                                |
| 1934 | The Firebird                                           | Ave de Fogo                        |                             |                                                                |
| 1934 | The Secret Bride                                       | Casados em Segredo                 |                             |                                                                |
| 1934 | Madame DuBarry                                         | Madame DuBarry                     | Rainha sem Trono            |                                                                |
| 1934 | Fog Over Frisco                                        | Névoa do Mistério                  |                             |                                                                |
| 1935 | A Midsummer Night's Dream                              | Sonho de Uma Noite de Verão        | Sonho de Uma Noite de Verão | Codirigido por Max Reinhard                                    |
| 1935 | Dr. Socrates                                           | Doutor Sócrates                    | Doutor Sócrates             |                                                                |
| 1936 | The Story of Louis Pasteur                             | A História de Louis Pasteur        | A Vida de Pasteur           | Oscar de Melhor Ator para Paul Muni                            |
| 1936 | The White Angel                                        | Anjo de Piedade                    | O Anjo Branco               |                                                                |
| 1936 | Satan Met a Lady                                       |                                    | Relíquia Fatal              |                                                                |
| 1937 | The Great O'Malley                                     | O Grande O'Malley                  | Sétima Esquadra             |                                                                |
| 1937 | Another Dawn                                           | Outra Aurora                       | Outra Aurora                |                                                                |
| 1937 | The Life of Emile Zola                                 | Emile Zola                         |                             | Oscar de Melhor Filme                                          |
| 1938 | Blockade                                               | Bloqueio                           |                             |                                                                |
| 1939 | The Hunchback of Notre Dame                            | O Corcunda de Notre Dame           | Nossa Senhora de Paris      |                                                                |
| 1939 | Juarez                                                 | Juarez                             | A Derrocada de Um Império   |                                                                |
| 1940 | Dr. Ehrlich's Magic Bullet                             | A Vida do Dr. Ehrlich              | A Ampola Miraculosa         |                                                                |
| 1940 | A Dispatch from Reuter's                               | Uma Mensagem da Reuter             | Um Comunicado da Reuter     |                                                                |
| 1941 | All That Money Can Buy                                 | O Homem Que Vendeu a Alma          | O Homem Que Vendeu a Alma   | Relançado como The Devil and Daniel Webster                    |
| 1942 | Tennessee Johnson                                      | Campeão da Liberdade               |                             |                                                                |
| 1942 | Syncopation                                            | Cavalgada de Melodias              | A Cavalgada do Ritmo        |                                                                |
| 1944 | Kismet                                                 | Kismet                             | Kismet                      |                                                                |
| 1944 | I'll Be Seeing You                                     | Ver-te-ei Outra Vez                | Com Todo o Meu Coração      |                                                                |
| 1945 | This Love of Ours                                      | Sublime Indulgência                | O Grande Amor               |                                                                |
| 1945 | Love Letters                                           | Um Amor em Cada Vida               | Cartas de Amor              |                                                                |
| 1946 | The Searching Wind                                     | A Esperança Não Morre              | Vento de Esperança          |                                                                |
| 1948 | Portrait of Jennie                                     | O Retrato de Jennie                | O Retrato de Jennie         |                                                                |
| 1949 | The Accused                                            | A Acusada                          | Acusada                     |                                                                |
| 1949 | Rope of Sand                                           | Zona Proibida                      | Zona Proibida               |                                                                |
| 1950 | Vulcano                                                | Vulcano                            | Vulcão                      |                                                                |
| 1950 | September Affair                                       | Paraíso Proibido                   | Paraíso Proibido            |                                                                |
| 1950 | Paide in Full                                          | Amei Até Morrer                    | Duas Vidas por Uma          |                                                                |
| 1950 | Dark City                                              | Cidade Negra                       | A Cidade Tenebrosa          |                                                                |
| 1951 | Peking Express                                         | O Expresso de Pequim               | O Expresso de Pequim        |                                                                |
| 1951 | Red Mountain                                           | O Último Caudilho                  | A Montanha Vermelha         |                                                                |
| 1952 | Boots Malone                                           | O Trapaceiro                       |                             |                                                                |
| 1952 | The Turning Point                                      | Tributo de Sangue                  | Honra Que Mata              |                                                                |
| 1953 | Salome                                                 | Salomé                             | Salomé                      |                                                                |
| 1954 | Elephant Walk                                          | No Caminho dos Elefantes           | A Senda dos Elefantes       |                                                                |
| 1955 | Magic Fire                                             | Chama Imortal                      | Fogo Mágico                 |                                                                |
| 1957 | Omar Khayyam                                           | As Aventuras de Omar Khayyam       |                             |                                                                |
| 1959 | Il Vendicatore                                         | O Vingador                         |                             |                                                                |
| 1960 | Die Herrin der Welt                                    | A Senhora do Mundo                 |                             |                                                                |
| 1960 | Die Fastnachtsbeichte                                  | Confissão de Uma Noite de Carnaval |                             |                                                                |
| 1960 | Ich fand Julia Harrington                              |                                    |                             | TV                                                             |
| 1961 | Die Große Reise                                        |                                    |                             | TV                                                             |
| 1962 | Gabriel Schillings Flucht                              |                                    |                             | TV                                                             |
| 1962 | Das Vergnügen, Anständig zu Sein                       |                                    |                             | TV                                                             |
| 1962 | Antigone                                               |                                    |                             | TV                                                             |
| 1964 | The Confession                                         |                                    |                             | Relançado como Seven Different Ways e Quick, Let's Get Married |
| 1966 | Die Mongolenschlacht                                   |                                    |                             | TV                                                             |
| 1966 | Samba                                                  |                                    |                             | TV                                                             |
| 1968 | Ein Sommernachtstraum                                  |                                    |                             | TV                                                             |